# Marselle (Lousame)
Marselle es una aldea situada en el municipio de Lousame (Comarca de Noya), provincia de La Coruña, Galicia, España. Está situada en la parroquia de Santa Eulalia de Vilacova. Es un asentamiento rural.
En 2022 tenía una población de 7 habitantes (4 hombres y 3 mujeres). Tiene una extensión delimitada de 12.700 m². Está situada a 5 km de la capital municipal, a 319 metros sobre el nivel del mar. Las localidades más cercanas son Seoane y Afeosa.

## Topónimos
Dentro de la localidad podemos encontrar topónimos como O Campo, Enriba do alargo, As Gandariñas, As Fontes, Man de arriba, As Cañoteiras, A Granza y Fonte de Marselle. 

## Historia
Cerca de esta aldea existen dos cruces de caminos conocidos como A Cruz de Marselle y A Cruz da Armada donde tuvieron lugar varias ejecuciones durante la guerra civil española. El 24 de febrero de 1938 fue asesinada a la edad de 48 años María Josefa Becerra Laíño por esconder en su casa de Marselle al minero Perfecto Vilas, también asesinado dos días antes por los golpistas. Sus cadáveres fueron encontrados en la Cruz de Marselle y ambos fueron asesinados por disparos con armas de fuego. Ese mismo día también fue ejecutado en el mismo lugar el jornalero Antonio Vilas Romero a la edad de 18 años.

## Demografía
En el año 2020 tenía una población de 8 personas (4 hombres y 4 mujeres) lo que supone un 2,26 % de la población de la parroquia y un 0,24 % del total municipal. En ese año, era una de las diez localidades menos pobladas del municipio y la menos poblada de la parroquia. Desde el año 2000 ha perdido el 20% de su población.
| Gráfica de evolución demográfica de Marselle entre 1991 y 2022 |
|                                                                |
| Población de derecho según el padrón municipal del INE         |

## Urbanismo
Según el PGOM de 2005, en ese año la aldea constaba de 2 viviendas unifamiliares y otras 7 construcciones de carácter secundario o complementario. No hay ningunha nave de carácter agrícola ni de carácter industrial o comercial. Dos construcciones están en estado de ruina.
Según el INE es una Entidad Singular de Población conformada únicamente por un diseminado. Consta únicamente de dos viviendas, insuficientes para conformar un núcleo de población.

## Galería de imágenes
|                                                            |
| Ortofoto de Marselle en 1956 tomada por un vuelo americano |

|                                              |
| Ortofoto de Marselle de 2014 con sus límites |